# Pseudotrochalus sjostedti
Pseudotrochalus sjostedti är en skalbaggsart som beskrevs av Brenske 1903. Pseudotrochalus sjostedti ingår i släktet Pseudotrochalus och familjen Melolonthidae. Inga underarter finns listade i Catalogue of Life.